# مائده طهماسبی
مائده طهماسبی (زادهٔ ۱۹ تیر ۱۳۳۶ در بابل) بازیگر تئاتر، سینما، تلویزیون، کارگردان تئاتر، تهیه‌کننده و مترجم است.

## زندگی
او فارغ‌التّحصیلِ کارشناسیِ ارشدِ خبرنگاری با گرایشِ تئاتر و علومِ سیاسی است. او در سالِ ۱۳۷۷ همراهِ همسرش، فرهاد آئیش، به ایران بازگشت و با کارگردانیِ نمایش گزارش به آکادمی فعالیت هنری خود را آغاز کرد. اولین فیلم سینمایی که مائده طهماسبی در آن حضور داشته دایره به کارگردانی جعفر پناهی است.
وی همچنین عمهٔ بازیگر سینما و تلویزیون مهسا طهماسبی است.

## آثار

### سینمایی
- وابل (۱۴۰۱)
- کت چرمی (۱۴۰۱)
- علفزار (۱۴۰۰)[۲]
- آذر (۱۳۹۵)
- آن‌ها (۱۳۹۴)
- هیس! دخترها فریاد نمی‌زنند (۱۳۹۱)
- بچگیتو فراموش نکن (۱۳۹۰)
- خرس (۱۳۹۰)
- در امتداد شهر (۱۳۸۹)
- باد در علفزار می‌پیچد (۱۳۸۶)
- پارک وی (۱۳۸۵)
- سنتوری (۱۳۸۵)
- اسپاگتی در هشت دقیقه (۱۳۸۴)
- ماهی‌ها عاشق می‌شوند (۱۳۸۳)
- مارمولک (۱۳۸۲)
- نورا (۱۳۸۰)
- دایره (۱۳۷۸)

### تلویزیونی
- ذهن زیبا (سیدمحمدرضا خردمندان، ۱۴۰۳)
- مسافران شهر (سیروس حسن پور، ١۴٠١)
- از سرنوشت ۴  (محمدرضا خردمندان، ١۴٠١)
- برف بی صدا می بارد( پوریا آذربایجانی، ۱۴۰۰)
- هم سایه (محمدحسین غضنفری، ١۴٠٠)
- از سرنوشت ۳  (محمدرضا خردمندان، ١٣٩٩)
- از سرنوشت (فصل ١ و ٢) (محمدرضا خردمندان (فصل ١)، علیرضا بذرافشان (فصل ٢)، ١٣٩٨)
- دیوار به دیوار (فصل ۲) سامان مقدم
- تاریکی شب، روشنایی روز (حجت قاسم‌زاده اصل، ۱۳۹۷)
- پنچری[۳] (برزو نیک نژاد، ۱۳۹۶)
- پرده‌نشین (بهروز شعیبی، ۱۳۹۳)
- خداحافظ بچه (منوچهر هادی، رمضان ۱۳۹۱)
- زمین انسانها (ابوالحسن داوودی، ۱۳۹۰)
- نون و ریحون (فرزاد موتمن، ١٣٨٩)
- مسافر زمان ۲ (مسعود نوابی، ۱۳۸۸)
- شمس‌العماره (سامان مقدم، ١٣٨٨)
- مرگ تدریجی یک رؤیا (فریدون جیرانی، ۱۳۸۶)
- قرارگاه مسکونی (سیدجواد رضویان، ۱۳۸۵)
- باجناغ‌ها (فرهاد آئیش، ۱۳۸۳)

### نمایش خانگی
- کنکل (رامتین لوافی‌پور، ۱۴۰۴)
- تاسیان (تینا پاکروان، ۱۴۰۳)
- زخمِ کاری (محمد حسین مهدویان،١۴٠٠)
- شب‌های مافیا (سعید ابوطالب، ١٣٩٩)
- می‌خواهم زنده بمانم (شهرام شاه حسینی، ١٣٩٩)
- گاراژ ۸۸۸ (سام کلانتری، ۱۳۹۵–۱۳۹۴)
- عشق تعطیل نیست (بیژن بیرنگ، ۱۳۹۳)

### تئاتر
1. کلمه، سکوت، کلمه (مائده طهماسبی، ۱۳۹۱) همچنین بصورت فیلم
2. کرگدن (فرهاد آئیش، ۱۳۸۷)
3. خانواده تت (مائده طهماسبی، ۱۳۸۶)
4. پنجره‌ها (فرهاد آئیش، ۱۳۸۴)
5. والس مرده‌شوران (کورش نریمانی، ۱۳۸۱)
6. مده‌آ (محسن حسینی، ۱۳۸۰)
7. کمدی شام آخر (فرهاد آئیش، ۱۳۷۹)
8. تق صیر و سی و دو دقیقه از ماجرا (فرهاد آئیش، ۱۳۷۹)
9. عشق روی خرپشته (رضا ژیان، ۱۳۷۹)
10. گزارش به آکادمی (مائده طهماسبی، ۱۳۷۷)
11. خر از دست رفته (فرهاد اصلانی)